# Franz von Spaun
Franz von Spaun (* 19. Dezember 1753 in Linz; † 3. März 1826 in München) ein Jurist, war nach seiner gescheiterten Verwaltungskarriere ein mathematischer, sowie freigeistiger philosophischer und schöngeistiger Schriftsteller.

## Leben
Franz Seraph Ritter von Spaun erhielt in seiner Heimatstadt Wien eine sorgfältige Ausbildung, zunächst durch den Hauslehrer Abbé Chabert, dann am Theresianum. Obgleich er in Wien Jurisprudenz studierte, die Promotion 1776 hatte den Titel Dissertatio de successione foeminarum in feudo, erkor er sich als mit Vorliebe betriebene Wissenschaft die Mathematik und erlangte darin besondere Perfektion. Spaun trat nach vollendeten Studien 1776 in den Dienst der Verwaltungsbehörde in Freiburg im Breisgau und wurde 1783 als Beamter in Vorderösterreich angestellt, wo er bis zum Gubernialrat vorrückte. Bereits während der Verwendung in Freiburg dürfte er nach J. Ansüsser den dort bestehenden Gesellschaften der Freimaurer und Illuminaten nahegestanden haben. Ab 1783 bekleidete er bis zum November 1787 die Stelle des Waldvogts in Waldshut. Sein konfliktfreudiges Auftreten und eigenwillige juristische Spitzfindigkeiten verursachten die eine oder andere Misshelligkeit. Zwischen 1783 und 1787 besuchte Franz von Spaun wiederholt Gesellschaften im Haus Johann Kaspar Lavaters in Zürich, wobei er sich bald vom Gedankengut Lavaters distanzierte.
1788 sollte er eine Stellung als Assessor des Reichskammergerichtes in Wetzlar antreten, doch noch ehe dies geschah, wurde er seiner Aufgaben enthoben. Die Gründe der Absetzung liegen im Dunkeln. Vorgeworfen wurden Spaun Parteilichkeit und Unterschlagung. Die posthume aufgestellte Behauptung, Spaun habe ein jakobische Pamphlet verfasst, ist nicht belegbar. Da Spaun zunächst in einer Gesellschaft seiner Familie in Linz, dann mehrfach in der Öffentlichkeit regierungskritische Äußerungen machte, provozierend auftrat und offen die eingetretene Französische Revolution befürwortete, wurde er am 8. Dezember 1792 verhaftet und musste nach polizeilicher Untersuchung ohne Gerichtsurteil eine nicht weniger als zehn Jahre währende Kerkerstrafe in Einzelhaft zuerst in Munkács Mukaceve in Ungarn und sodann auf der Festung Kufstein abbüßen. Als Beschäftigung während der Haft diente ihm das Studium seiner Lieblingswissenschaft, der Mathematik, und zwar beschäftigte er sich im Geiste mit der Lösung mathematischer Probleme, da ihm Bücher und Schreibmaterialien entzogen waren. Er erhielt dadurch eine bewunderungswürdige Raschheit in der Lösung der schwierigsten mathematischen Aufgaben. Durch Vermittlung des ehemaligen Staatssekretärs Hugues-Bernard Maret, welcher mit Spaun zusammen interniert war, erhielt letzterer eine Pension, von welcher er, als er seine Haft verließ, lebte.
Sein Bruder Franz Xaver von Spaun hatte während der Besetzung Linz einige Verdienste erworben. In einer Privataudienz beim Kaiser wurde ihm im Mai 1801 daher eine Beförderung in Aussicht gestellt. Franz Xaver schlug diese aus und erbat lediglich die Freilassung seines Bruders. Unter der Bedingung bei Rückfälligkeit das Land zu verlassen, wurde dieser aus der Gefangenschaft entlassen, lebte eine Weile bei dessen Familie in Linz und nahm sich der Erziehung von deren Söhnen an, darunter Joseph von Spaun und Anton von Spaun. Spauns Charakter machte eine mittelfristige Rehabilitation unmöglich. Zunächst emigrierte er nach Frankreich, wo er jedoch nicht dauerhaft Fuß fassen konnte.
Die letzte Zeit seines Lebens verbrachte Spaun in München. Spaun zeigte sich auch hier als ein vielseitig gebildeter scharfer Geist, jedoch derb und kräftig in seinen Äußerungen insbesondere auf polemischem Gebiet. Seine Wesensart missfiel in seiner Wahlheimat Bayern wesentlich weniger und wurde schließlich gesellschaftsfähig. Seine eigentümlichen Anschauungen möge die Tatsache illustrieren, dass er eine besondere Abneigung gegen Goethes Dichtungen hatte und diese in Wort und Schrift bekämpfte, wobei die Derbheit seiner Ausdrucksweise oft einen geradezu komischen Charakter aufwies. Auch Schelling wurde von Spaun heftig kritisiert.

## Werke (Mathematik)
- Versuch, das Studium der Mathematik durch zweckmäßige Erläuterung einiger Grundbegriffe und Methoden zu erleichtern. 1805.
- Briefe über die ersten Grundsätze der Mechanik. 1807.
- Einleitung zur geometrischen Construktion aller Probleme der sphärischen Trigonometrie. 1811.
- Anleitung zur geradlinigen Trigonometrie. 1818.
- Mein mathematisches Instrument. Passau 1824.

## Werke (Politik, Gesellschaft, Literatur)
- Der sarmatische Lykurg oder über die Gleichstellung der Juden und den Einfluß der Volksfeste. Politischer Roman, Nürnberg 1811. Digitalisat
- Die Lehrsätze des gesunden Menschenverstandes in Beziehung auf das Negative und das Unmögliche München 1816.
- Politische und litterarische Phantasien 1817.
- Staberls Promotion zum magnetisirenden Doctor. Eine Posse und Die Damenhüte. Lustspiel, 1817.
- Mathematischer Beweis, daß die Unbeschränktheit des Luxus früher oder später, aber unfehlbar eine Nation zu Grunde richte: mit angehängtem Schreiben an Aug. von Kotzebue über seine Litterarischen Blätter. 1818. Digitalisat
- Ueber die Grundverhältnisse des Staates zur Kirche. 1818.
- Vom Wechsel und vom Wechselrechte. 1819.
- Träume eines Wachenden. 1819.
- Gloßen über den Zeitlauf. Passau, 1821.
- Über die Thaumaturgen des neunzehnten Jahrhunderts. München 1821.
- Ueber privilegirte Umtriebe. 1821.
- Etwas über das Eigenthum. 1822.
- Vermischte Schriften München, 1822.
- Über die Zunft-Einrichtung und die Aufhebung des Gewerbezwanges in Bayern. München 1822.
- Über den Kredit-Verein und das Leihbanksprojekt des Frhn. v. Aretin. München 1823.
- Ueber die religiösen Phantastereien der neuesten Zeit. München 1824.
- Malleus Ferrus. o. 0., 1825.
- Fr. v. Spauns politisches Testament. Erlangen 1831.